# 辽源农村商业银行
辽源农村商业银行有限责任公司（简称“辽源农商行”）为吉林省辽源市城区的一家农村商业银行，总行位于龙山区人民大街3257号。现时辖13个支行、1个营业部、6个分理处、8个自助银行、15个惠农金融网点，全行员工293人。到2016年末资产总额55.7亿元，负债总额51.80亿元。

## 历史
1995年9月21日成立辽源市郊区农村信用合作联社。
2010年中国银行业监督管理委员会下发了《关于高风险农村信用社并购重组的指导意见》（银监发【2010】71号），定义监管评级为六级的农村信用社，以及监管评级为五B级且主要监管指标呈下行恶化趋势的农村信用社为高风险农村信用社。2011年5月，吉林九台农村商业银行投资.5亿元，全资併購“辽源市郊区农村信用合作联社”，並组建辽源农村商业银行有限责任公司。2011年11月30日，辽源农村商业银行有限责任公司成立。 